# Рудовка (река)
Рудовка — река в России, протекает в Пичаевском районе Тамбовской области. Правый приток Кашмы.

## География
Река берёт начало у села Рудовка. Течёт на запад по открытой местности. Устье реки находится ниже посёлка Бугровский в 89 км по правому берегу реки Кашмы. Длина реки составляет 15 км. 

## Данные водного реестра
По данным государственного водного реестра России относится к Окскому бассейновому округу, водохозяйственный участок реки — Цна от города Тамбов и до устья, речной подбассейн реки — Мокша. Речной бассейн реки — Ока.
По данным геоинформационной системы водохозяйственного районирования территории РФ, подготовленной Федеральным агентством водных ресурсов:
- Код водного объекта в государственном водном реестре — 09010200312110000029232
- Код по гидрологической изученности (ГИ) — 110002923
- Код бассейна — 09.01.02.003
- Номер тома по ГИ — 10
- Выпуск по ГИ — 0